# Verbindungskasten
Ein Verbindungskasten (auch als Installationsdose bekannt) stellt eine sichere elektrische Verbindung zwischen zwei (oder mehreren) Kabeln (Leitungen) eines elektrischen Stromkreises (mit Trennwand auch 2 Stromkreise) in ein- und/oder mehradriger Ausführung dar.

## Prüfung
Ein Verbindungskasten (bzw. Installationsdose) muss nach DIN VDE 0606-1 geprüft sein und wird dabei folgenden Detailprüfungen unterzogen:
Prüfung der Isolierteile auf Wärmesicherheit, Wärmebeständigkeit und Feuerbeständigkeit; Prüfung des Rostschutzes; Prüfung der Isolierung; Prüfung des Schutzes gegen direktes Berühren; Prüfung der Schutzart; Prüfung der Aufschriften; Prüfung von Klemmstellen von Schraubklemmen; Prüfung der mechanischen Sicherheit gegen Lage- und Formveränderung; Prüfung der mechanischen Haltbarkeit von Installationsdosen und Deckeln; Prüfung der Befestigung von Deckeln; Prüfung der Befestigung von Geräten; Prüfung von Betonbaudosen; Prüfung der Größe des Verbindungsteiles bei Geräte-Verbindungsdosen; Prüfung der Zugentlastung an Hohlwanddosen und Installationskanaldosen; Prüfung der Zugentlastung an Geräteanschlussdosen und Prüfung der Zugentlastung an Verbindungsmuffen. Eine Störlichtbogenprüfung ist nicht vorgesehen.

## Verwendung
Ein Verbindungskasten (Installationsdose) ist kein Schaltgerät bzw. keine Schaltanlage, sondern dient im Normalfall lediglich der reinen Verbindung und Verzweigung von Kabeln bzw. Leitungen für die Übertragung elektrischer Energie oder der Übertragung von Steuersignalen. Nach DIN VDE 0606-1 geprüfte Installationsdosen sind jedoch auch für die Aufnahme von Geräten (z. B. Installationsfernschalter) zugelassen.

## Normen
- DIN VDE 0606-1:2000-10 Verbindungsmaterial bis 690 V; Installationsdosen zur Aufnahme von Geräten und/oder Verbindungsklemmen.